# Миронівська сільська рада (Первомайський район)
Миро́нівська сільська́ ра́да — адміністративно-територіальна одиниця та орган місцевого самоврядування в Первомайському районі Харківської області. Адміністративний центр — село Миронівка.

## Загальні відомості
Миронівська сільська рада утворена в 1970 році.
- Територія ради: 58,86 км²
- Населення ради: 971 особа (станом на 2001 рік)
- Територією ради протікає річка Оріль.

## Населені пункти
Сільській раді підпорядковані населені пункти:
- с. Миронівка
- с. Кіптівка
- с. Новоєгорівка
- с. Тимченки

## Склад ради
Рада складається з 14 депутатів та голови.
- Голова ради: Усенко Костянтин Сергійович
- Секретар ради: Волкова Оксана Валентинівна

### Керівний склад попередніх скликань
| Прізвище, ім'я, по батькові | Основні відомості                                                   | Дата обрання | Дата звільнення |
| --------------------------- | ------------------------------------------------------------------- | ------------ | --------------- |
| Шматько Любов Іванівна      | Сільський голова, 1957 року народження, член Народної партії        | 26.03.2006   | 31.10.2010      |
| Ярита Олексій Анатолійович  | Сільський голова, 1982 року народження, освіта вища, самовисуванець | 31.10.2010   | 25.10.2015      |

Примітка: таблиця складена за даними сайту Верховної Ради України

### Депутати
За результатами місцевих виборів 2010 року депутатами ради стали:

#### За суб'єктами висування
| Суб'єкт висування                                       | Кількість обраних депутатів | %    |
| ------------------------------------------------------- | --------------------------- | ---- |
| Політична партія Всеукраїнське об'єднання «Батьківщина» | 7                           | 50   |
| Партія регіонів                                         | 4                           | 35,7 |
| Комуністична партія України                             | 1                           | 7,1  |
| Партія «Відродження»                                    | 1                           | 7,1  |

#### За округами
| № округу                                                | Прізвище, ім'я, по батькові   | Дата визнання обраним | Освіта             | Партійна приналежність                        | Відомості про обраного депутата           |
| ------------------------------------------------------- | ----------------------------- | --------------------- | ------------------ | --------------------------------------------- | ----------------------------------------- |
| Комуністична партія України                             |                               |                       |                    |                                               |                                           |
| 6                                                       | Ряднова Тетяна Григорівна     | 02.11.2010            | середня            | член Комуністичної партії України             | Миронівська сільська рада, землевпорядник |
| Партія «ВІДРОДЖЕННЯ»                                    |                               |                       |                    |                                               |                                           |
| 12                                                      | Коломієць Михайло Борисович   | 02.11.2010            | вища               | член Партії «ВІДРОДЖЕННЯ»                     | Ст. Біляївка, черговий                    |
| Партія регіонів                                         |                               |                       |                    |                                               |                                           |
| 1                                                       | Волкова Оксана Валентинівна   | 02.11.2010            | вища               | член Партії регіонів                          | Миронівська сільська рада, секретар       |
| 3                                                       | Мороз Сергій Володимирович    | 02.11.2010            | середня            | член Партії регіонів                          | тимчасово не працює                       |
| 5                                                       | Помазан Василь Миколайович    | 02.11.2010            | середня спеціальна | член Партії регіонів                          | СТОВ «Преображенське», бригадир           |
| 9                                                       | Ярита Олександр Миколайович   | 02.11.2010            | вища               | член Партії регіонів                          | Миронівська сільська рада, водій          |
| 10                                                      | Моїсєєв Сергій Степанович     | 02.11.2010            | вища               | член Партії регіонів                          | Агрофірма «Урожай», директор              |
| Політична партія Всеукраїнське об'єднання «Батьківщина» |                               |                       |                    |                                               |                                           |
| 4                                                       | Пелишок Галина Василівна      | 02.11.2010            | середня            | член Всеукраїнського об'єднання «Батьківщина» |                                           |
| 7                                                       | Шевченко Тетяна Володимирівна | 02.11.2010            | середня            | член Всеукраїнського об'єднання «Батьківщина» |                                           |
| 8                                                       | Шевченко Іван Васильович      | 02.11.2010            | середня спеціальна | член Всеукраїнського об'єднання «Батьківщина» | пенсіонер                                 |
| 10                                                      | Дружкова Світлана Іванівна    | 02.11.2010            | вища               | член Всеукраїнського об'єднання «Батьківщина» | М-н «Руслан», продавець                   |
| 11                                                      | Дружков Сергій Михайлович     | 02.11.2010            | середня            | член Всеукраїнського об'єднання «Батьківщина» |                                           |
| 13                                                      | Коротка Ольга Миколаївна      | 02.11.2010            | середня            | член Всеукраїнського об'єднання «Батьківщина» | М-н «Руслан», продавець                   |
| 14                                                      | Кравченко Олексій Якович      | 02.11.2010            | середня            | член Всеукраїнського об'єднання «Батьківщина» |                                           |